# Miguel Alcalá Martínez
Miguel Alcalá Martínez fou un periodista, publicista i advocat valencià, que fou elegit diputat pel districte de Xelva dins el Partit Liberal (fracció Izquierda Liberal dirigida per Santiago Alba Bonifaz) a les eleccions generals espanyoles de 1923.